# 珍妮·比姆森
珍妮·比姆森（英語：Jennie Bimson，1976年10月13日—），英国女子曲棍球运动员。她曾代表英格兰参加1998年、2002年和2006年英联邦运动会曲棍球比赛，获得二枚银牌和一枚铜牌。她也曾参加2008年夏季奥运会。